# Loxodonta atlantica
Loxodonta atlantica é uma espécie extinta de elefante do gênero Loxodonta, originária da África. Sendo maior do que o atual elefante africano, com a dentição mais progressista. Inclui fósseis do Pleistoceno. Acredita-se que o L. atlantica provavelmente deriva-se do L. adaurora, no entanto, uma análise em 2009 sugeriu que o L. atlantica evoluiu a partir do  L. exoptata, e é ancestral do L. africana. A espécie é dividida em duas subespécies: L. atlantica atlantica (do norte da África) e L. atlantica zulu (do sul da África). Uma espécime tipo Loxodonta atlantica está abrigada no Museu Nacional de História Natural de Paris, mas está listado sem um número de espécimes.